# Piekarnia
Piekarnia – zakład rzemieślniczy lub przemysłowy produkujący pieczywo. 
Główne działy:
- ciastownia
- obrabialnia
- piecownia.

## Galeria

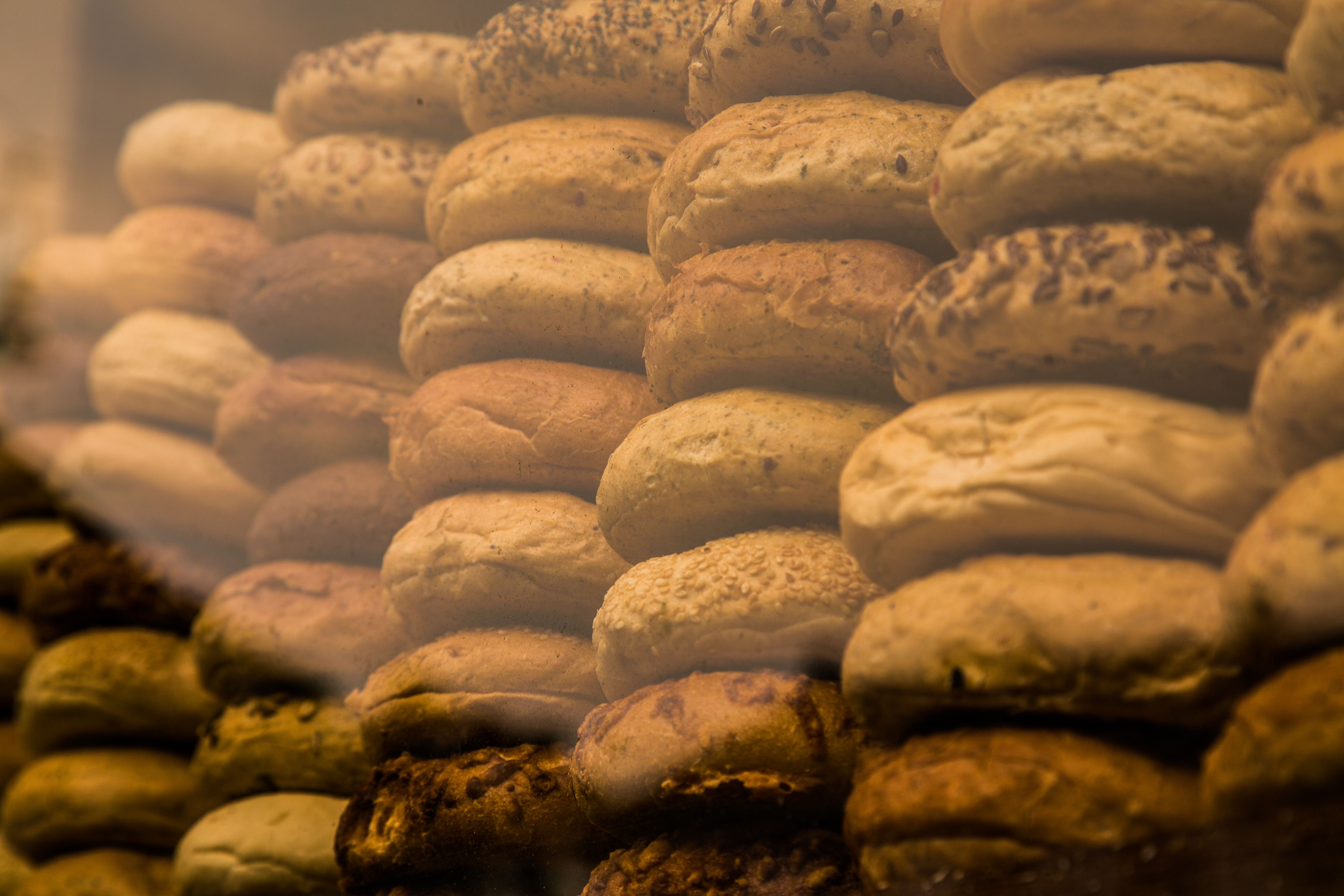
Upieczone bochenki chleba
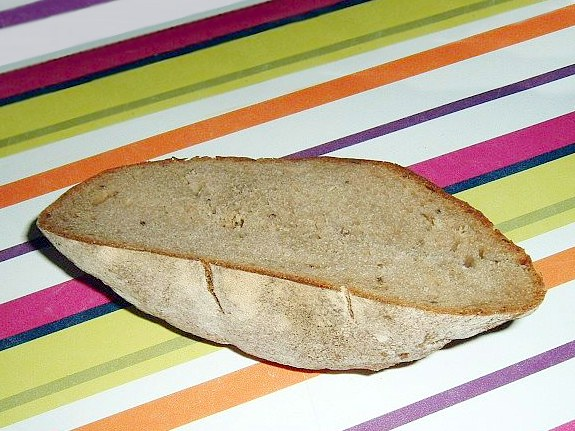
Piętka chleba
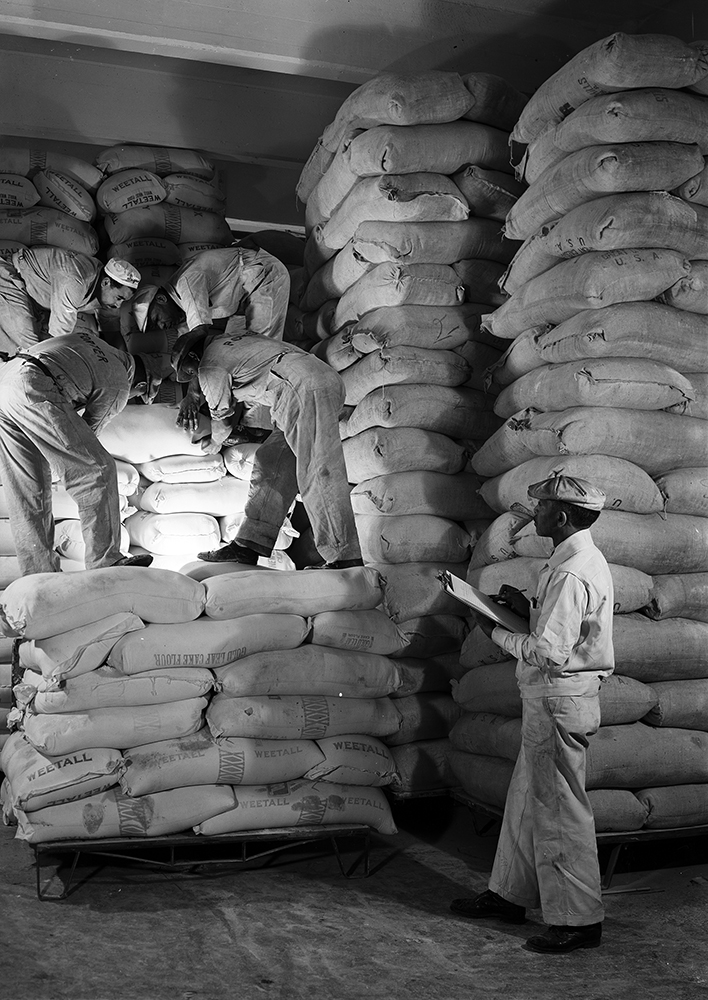
Transport worków z mąką
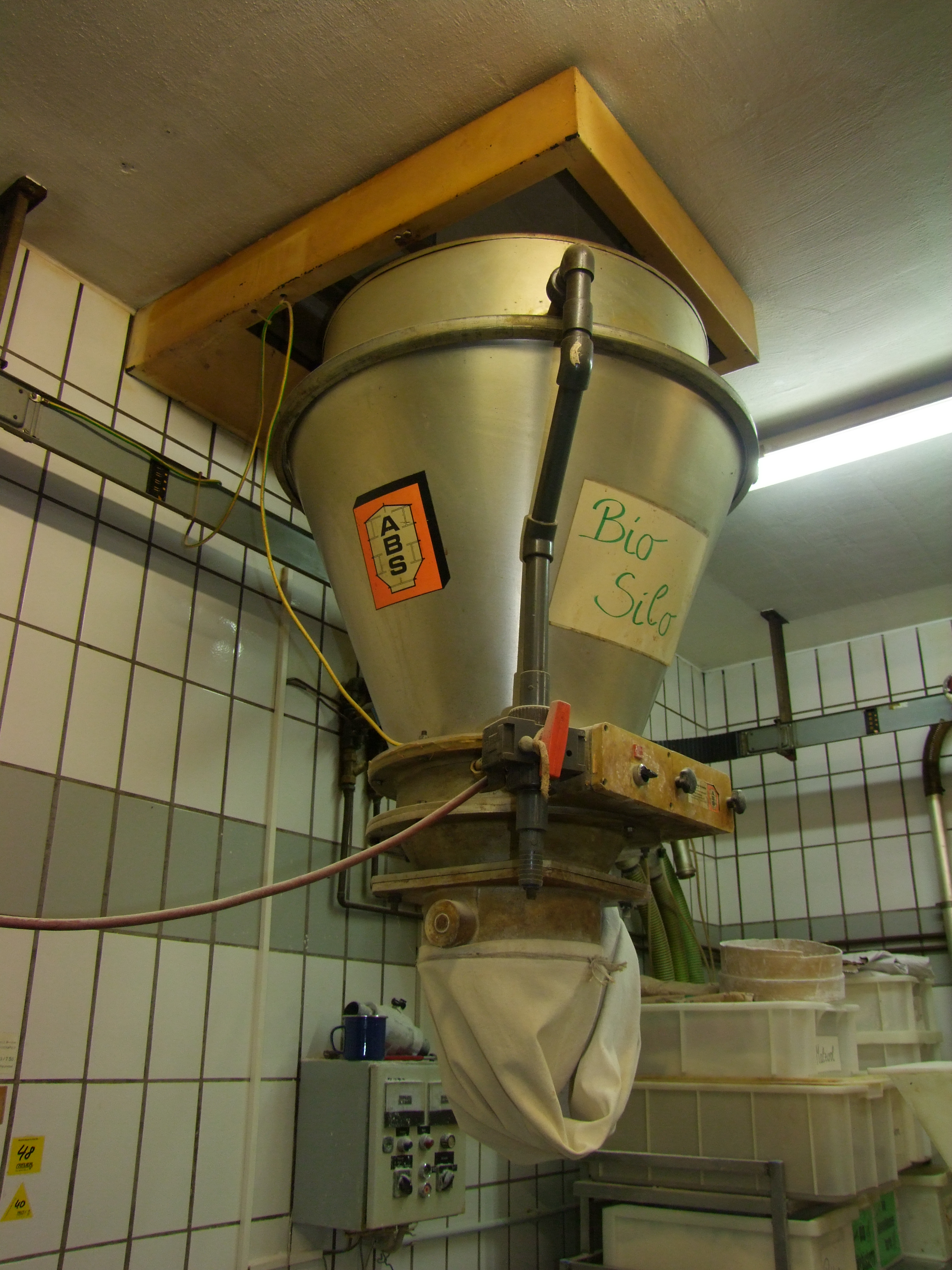
Silos z mąką
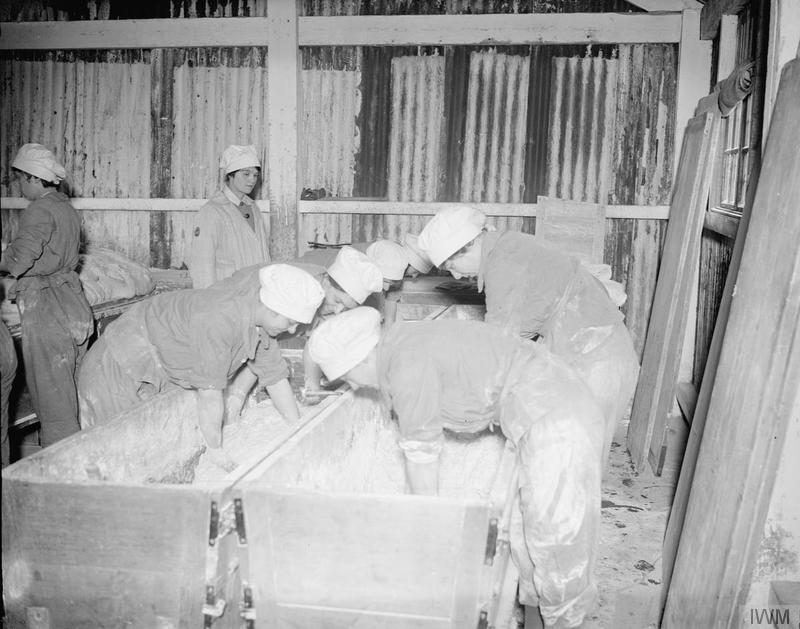
Wyrabianie ciasta
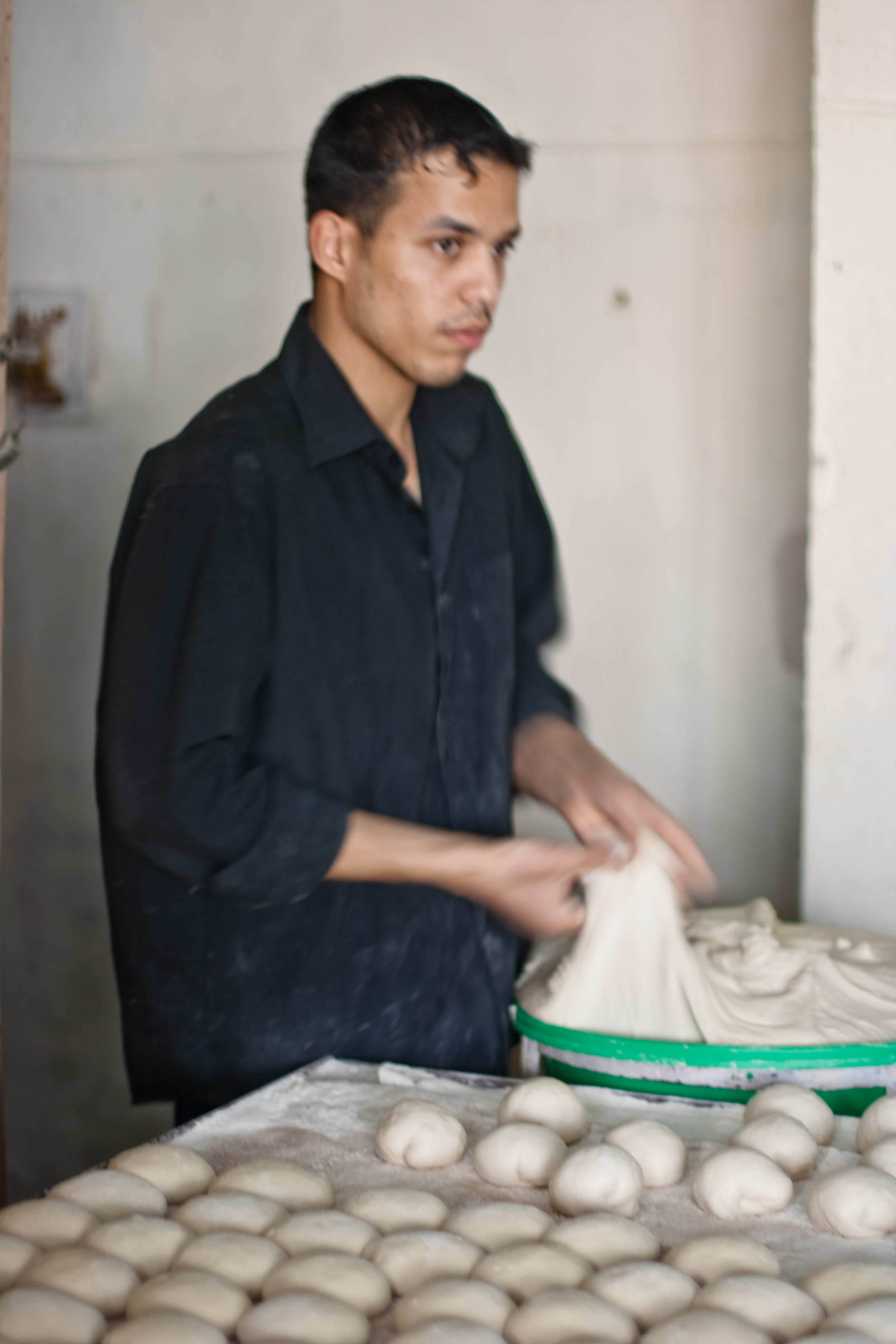
Praca ręczna z ciastem
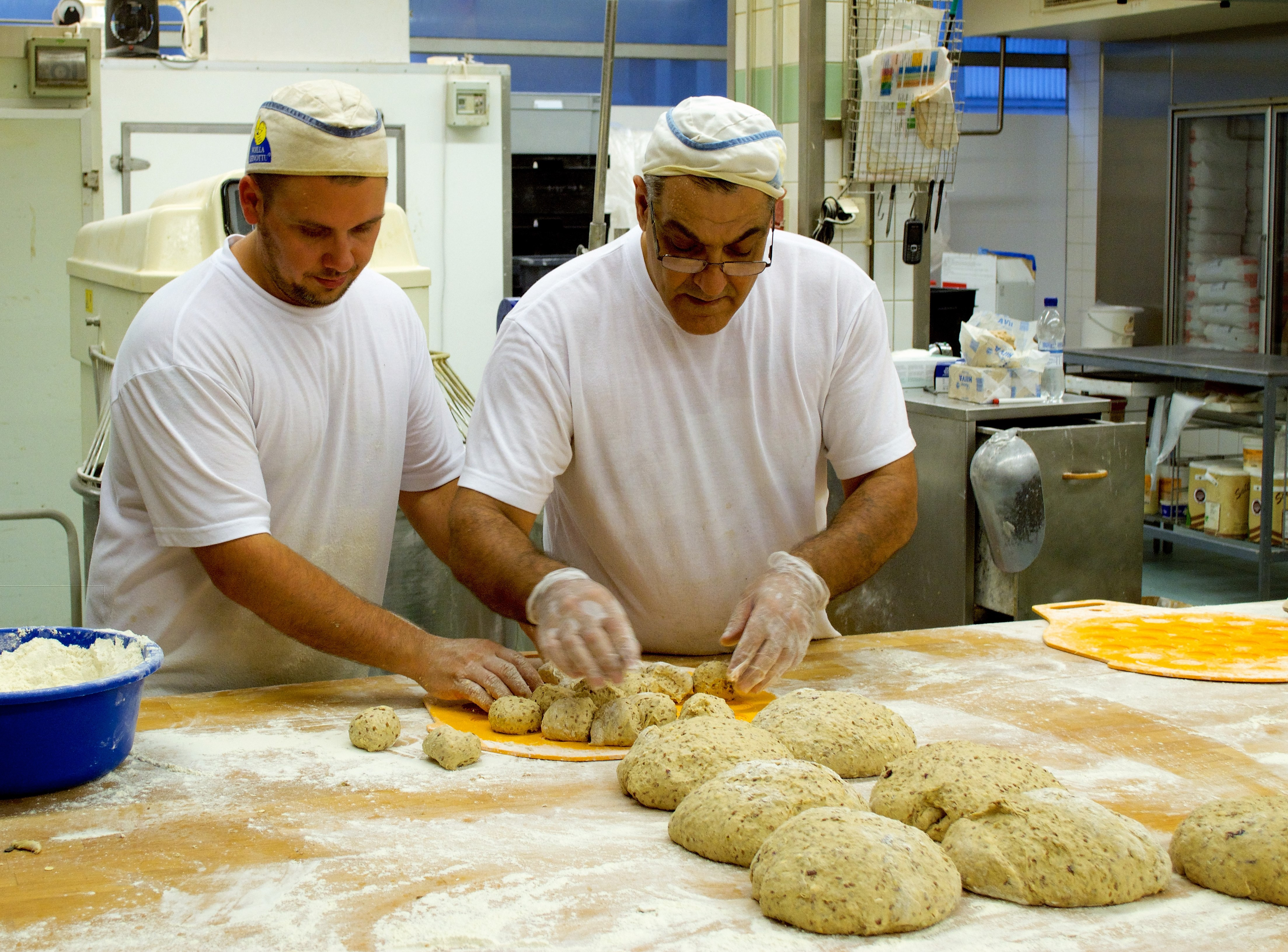
Piekarze podczas pracy w piekarni
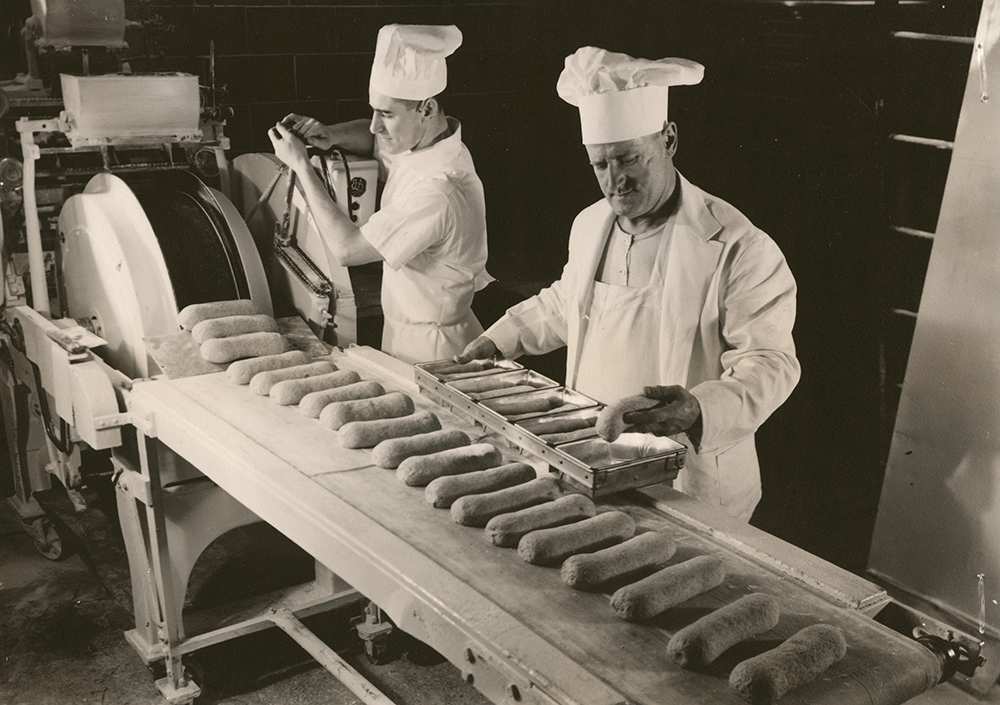
Nieco mechanizacji
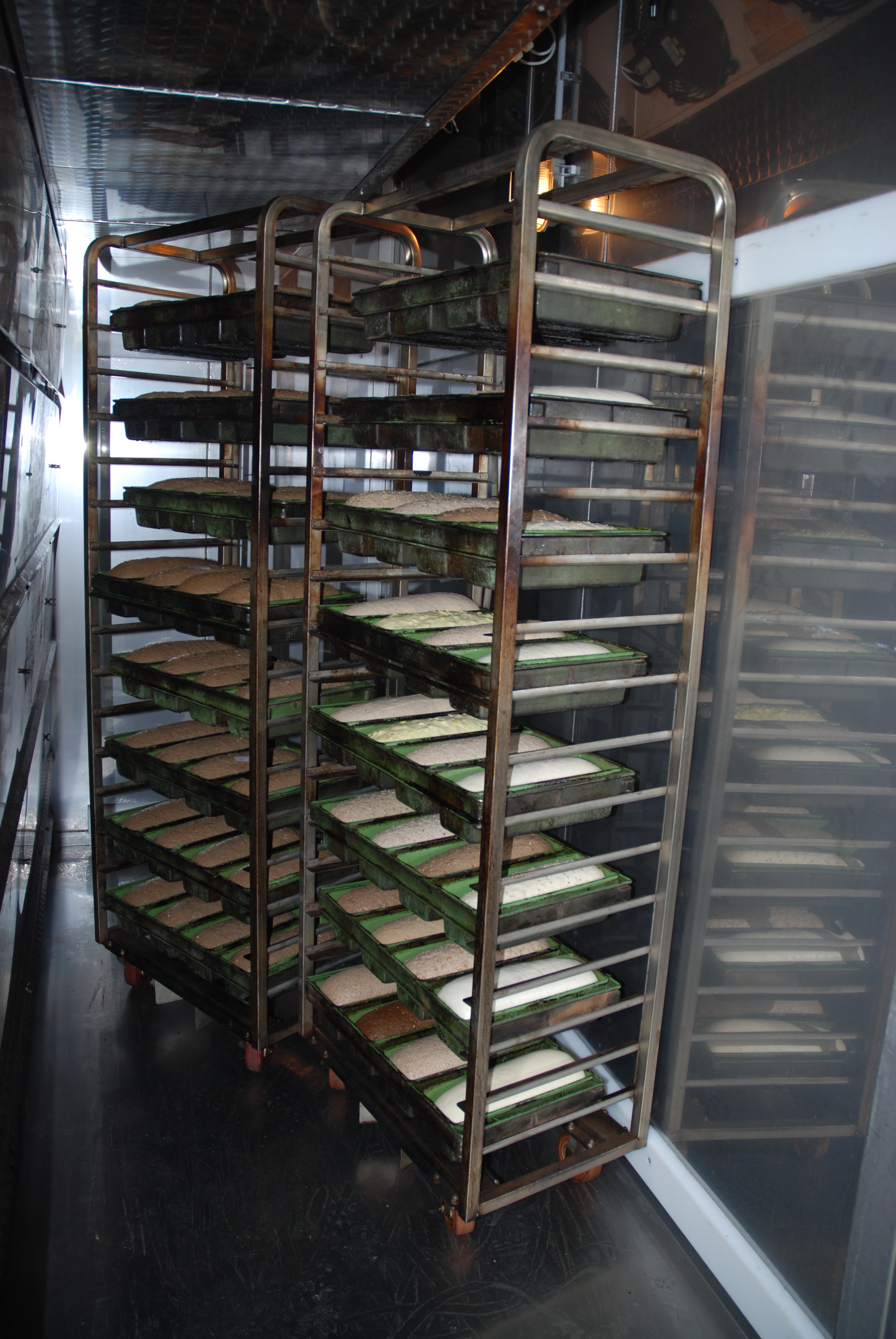
Wózki do pieczenia bochenków chleba w foremkach
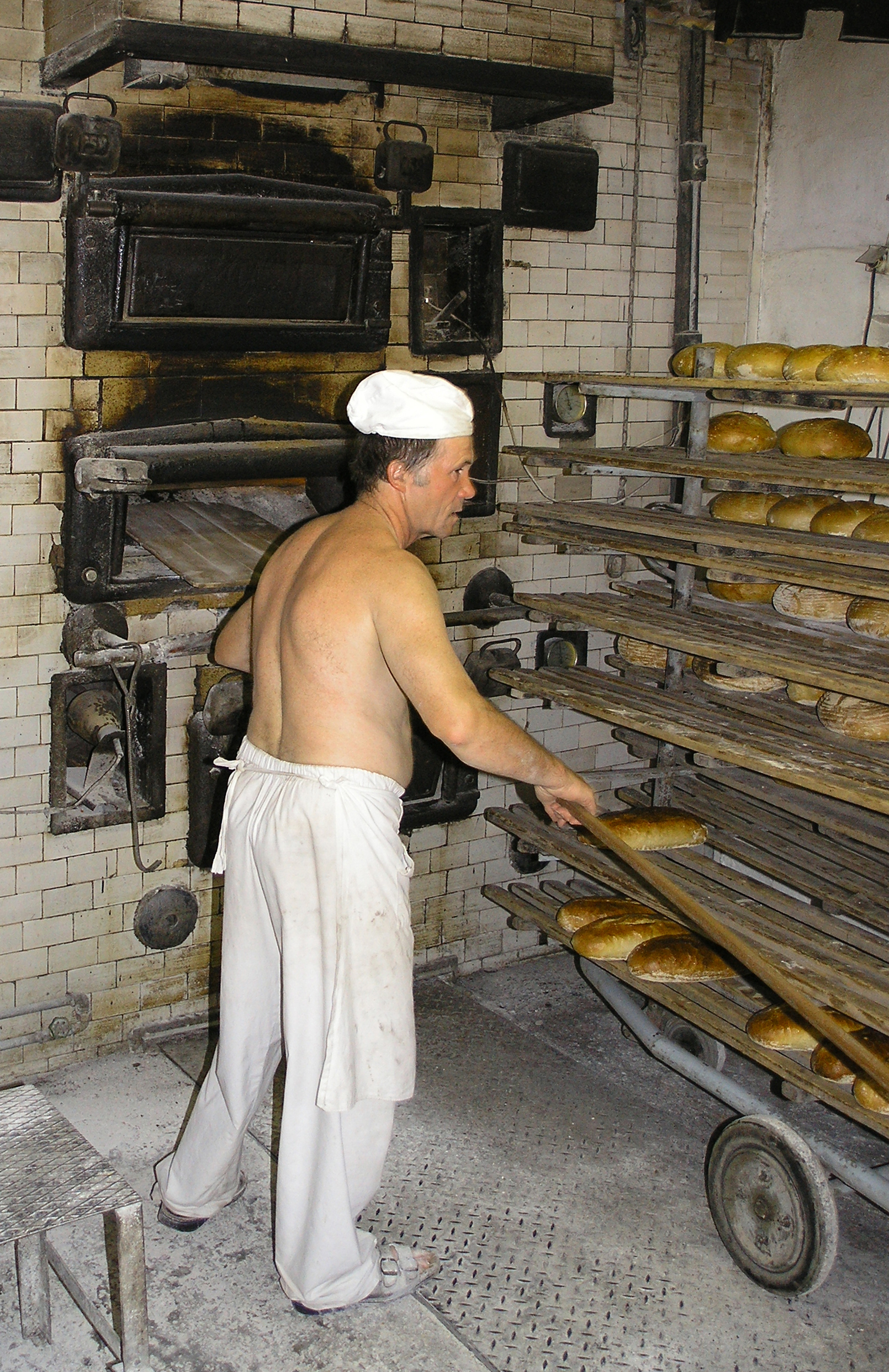
Wyjmowanie upieczonych bochenków
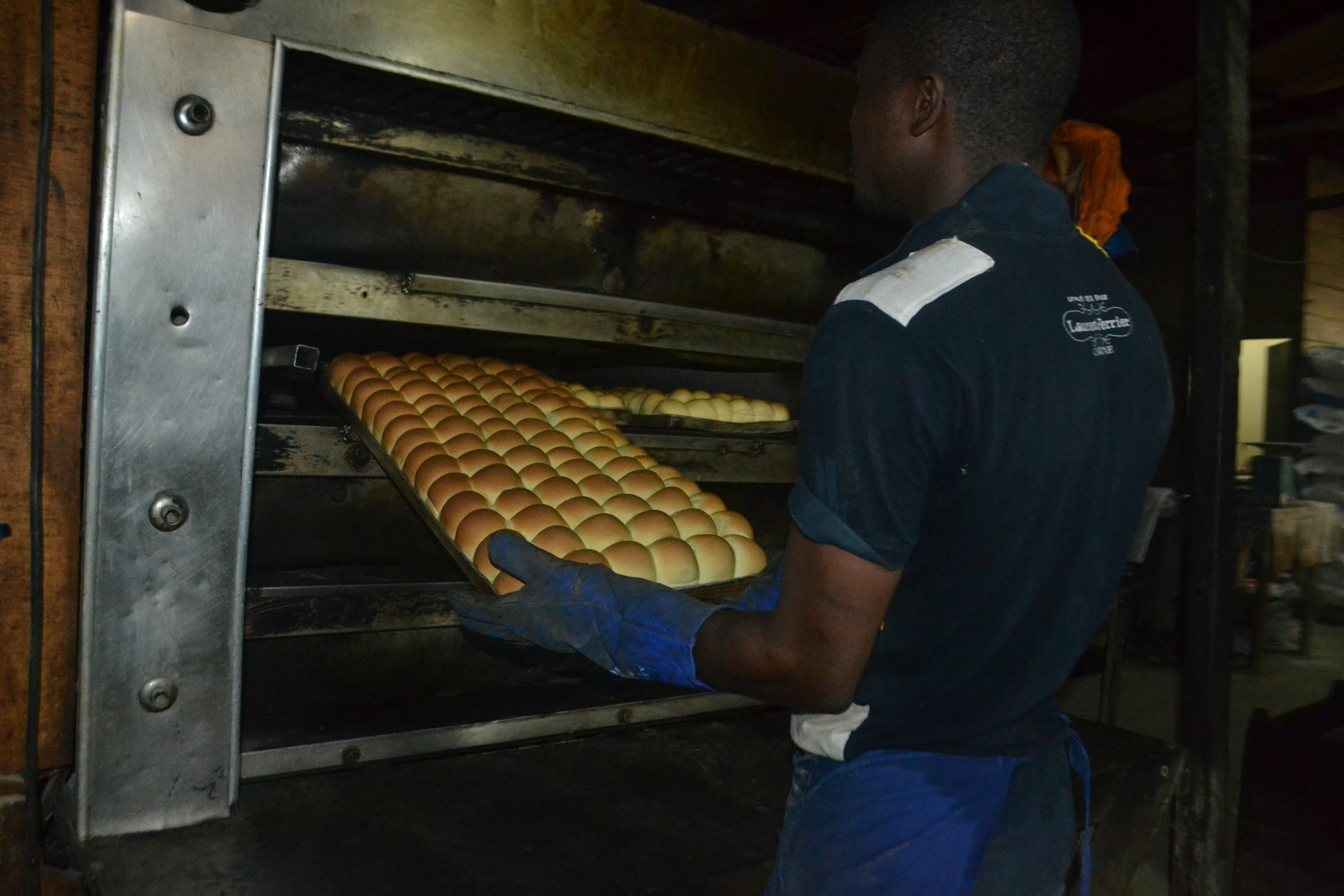
Piekarz przy piecu
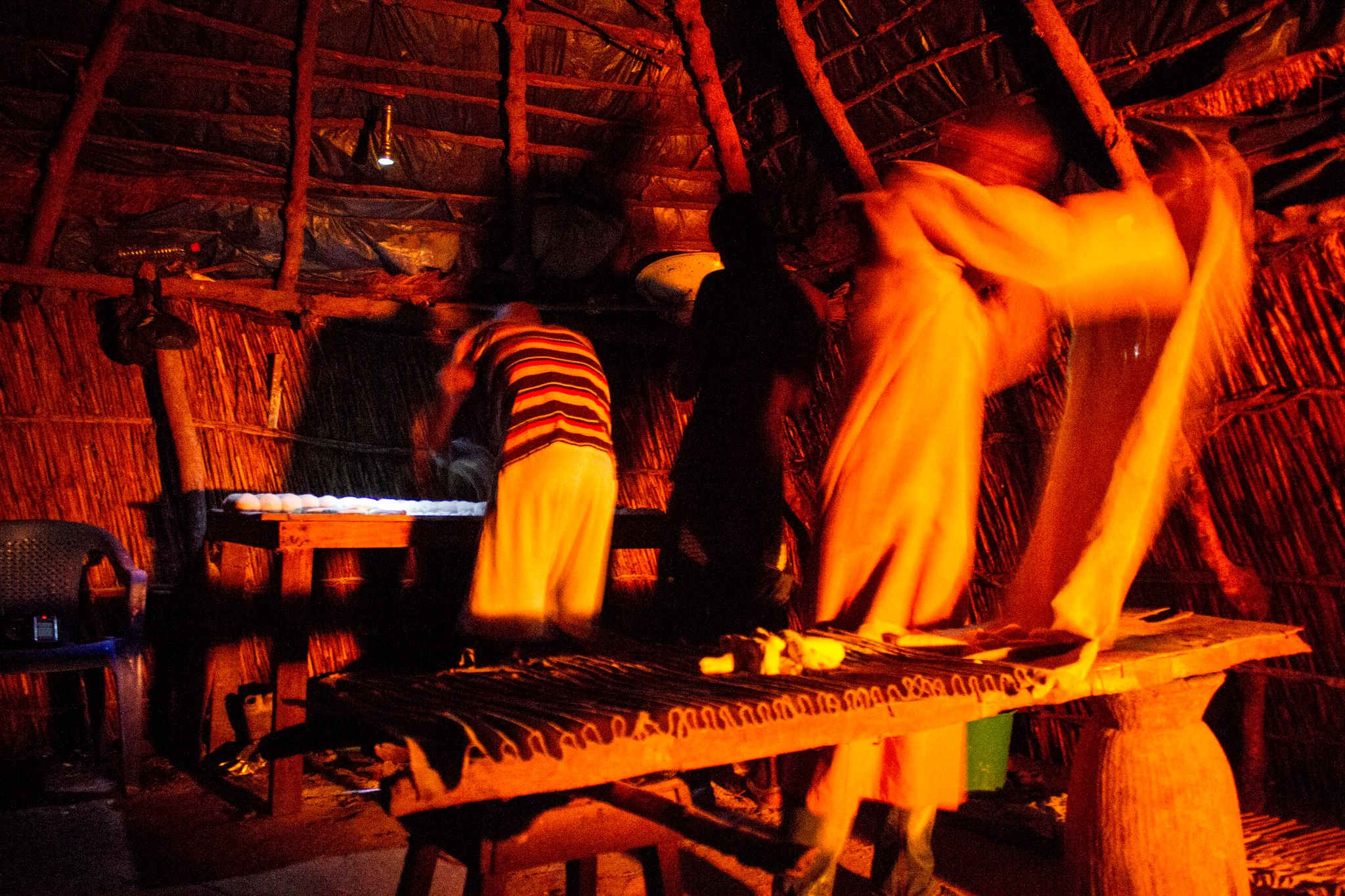
Piekarnia w Senegalu
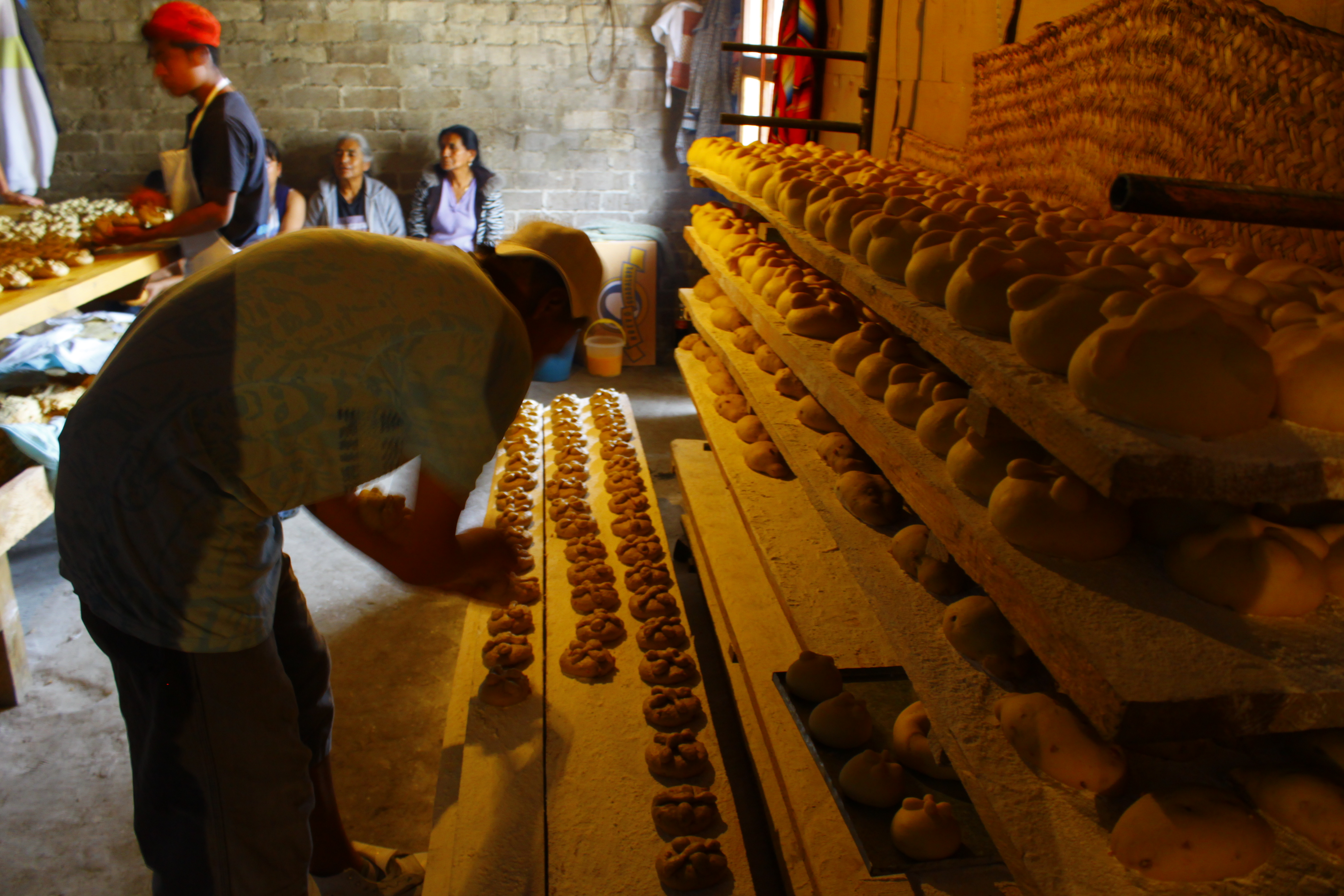
Produkcja bułek
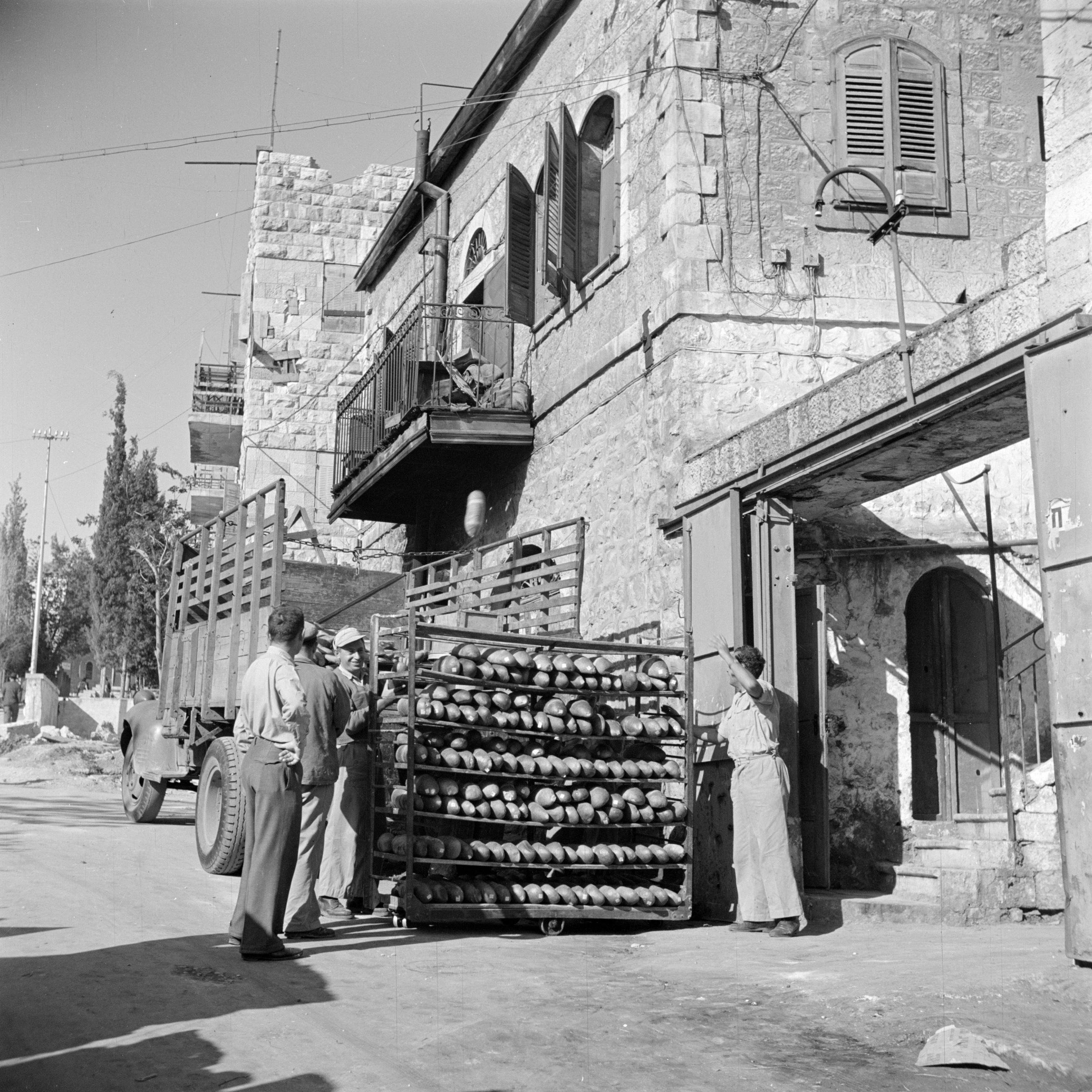
Pieczywo opuszcza piekarnię
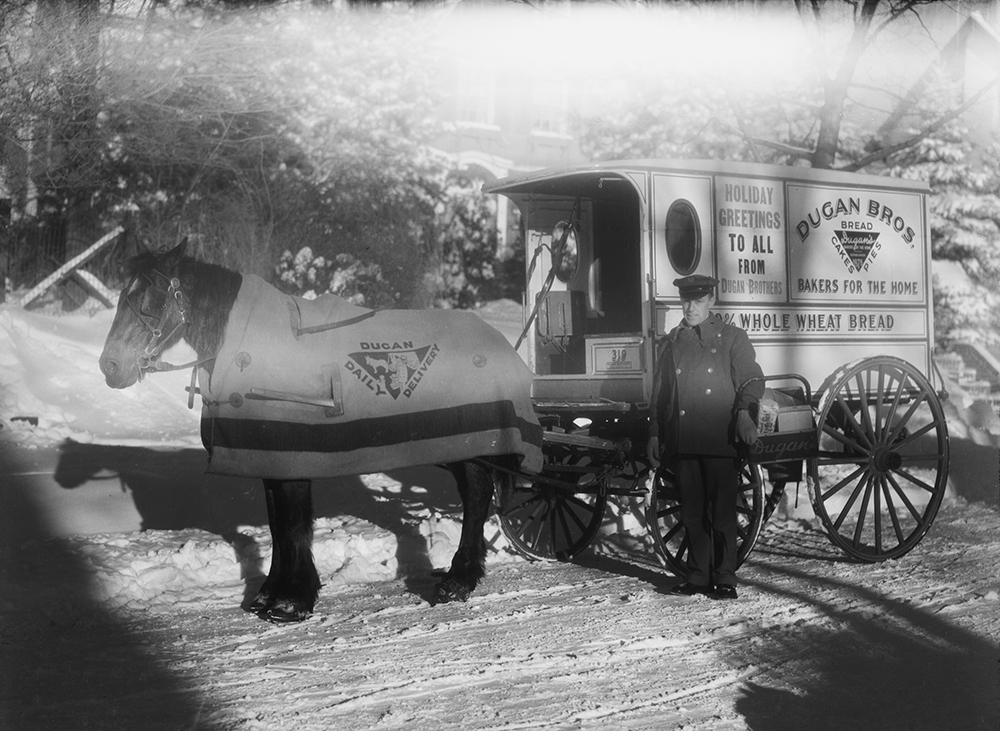
Pojazd do przewozu chleba
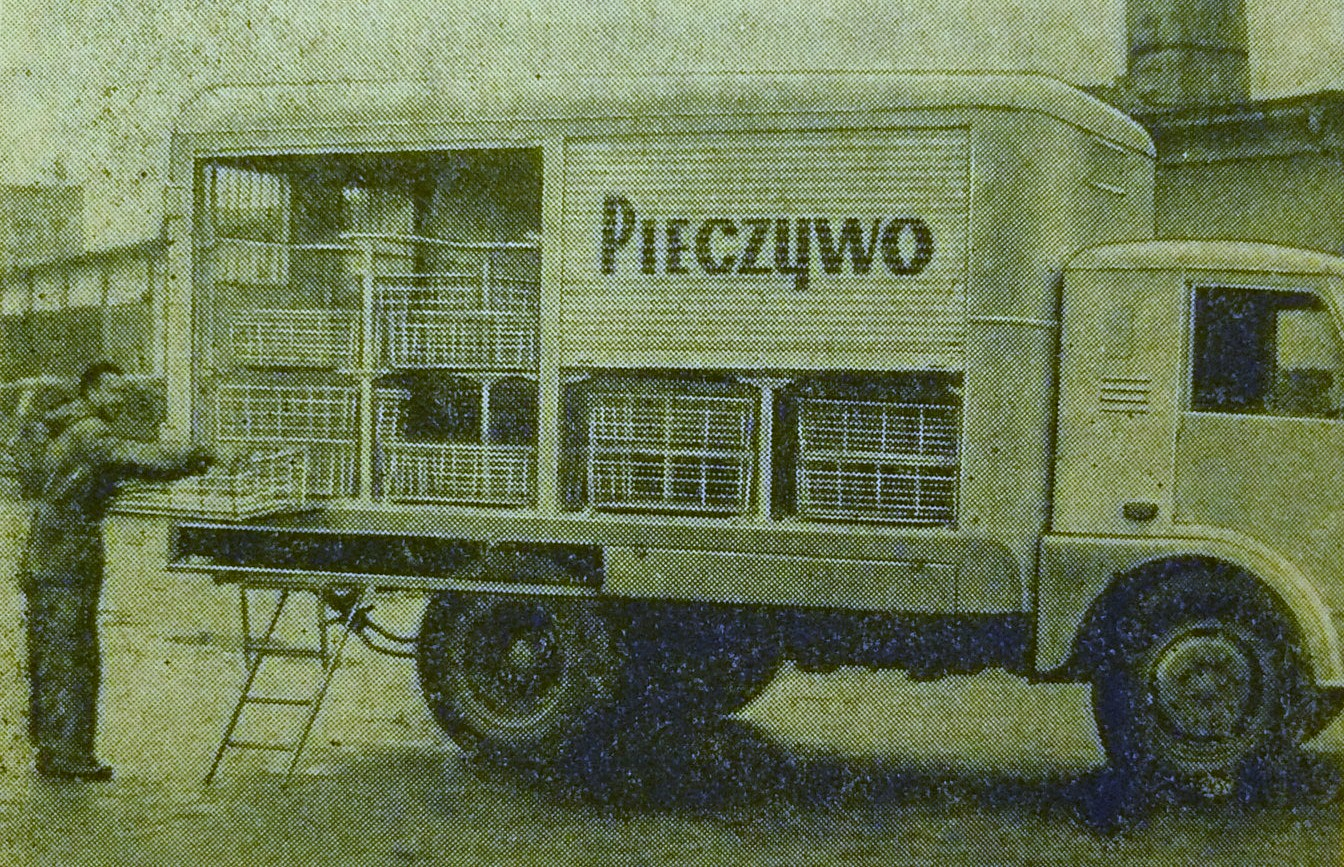
Transport gotowego chleba
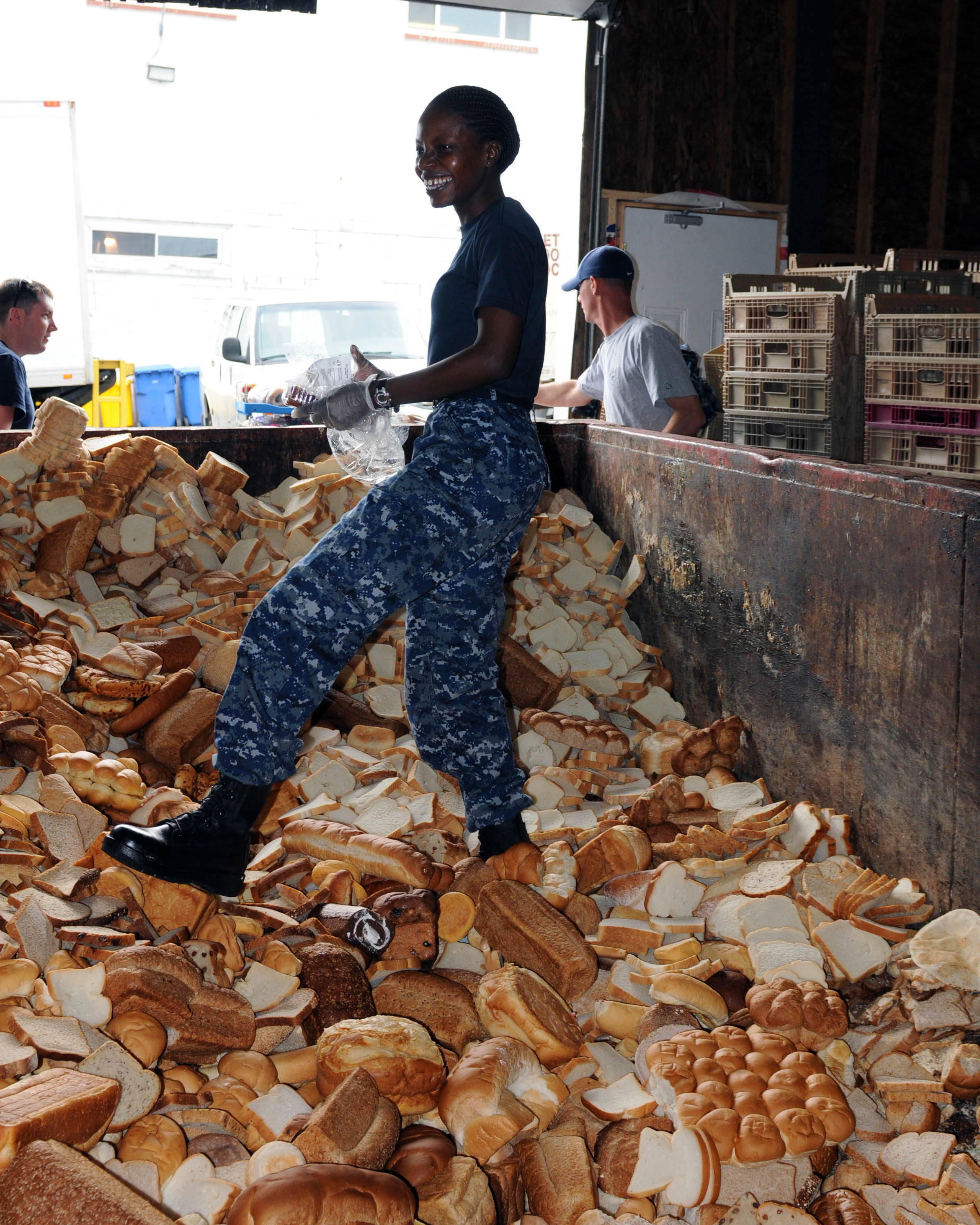
Przeterminowane pieczywo przeznaczone do wykorzystania jako nawóz